# Tenisz a 2000. évi nyári olimpiai játékokon
A 2000. évi nyári olimpiai játékokon a teniszben négy számban avattak olimpiai bajnokot.

## Éremtáblázat
(A rendező ország csapata eltérő háttérszínnel, az egyes számoszlopok legmagasabb értékei vastagítással kiemelve.)
| A 2000. évi nyári olimpiai játékok éremtáblázata teniszben | A 2000. évi nyári olimpiai játékok éremtáblázata teniszben | A 2000. évi nyári olimpiai játékok éremtáblázata teniszben | A 2000. évi nyári olimpiai játékok éremtáblázata teniszben | A 2000. évi nyári olimpiai játékok éremtáblázata teniszben | Olimpia  |
| ---------------------------------------------------------- | ---------------------------------------------------------- | ---------------------------------------------------------- | ---------------------------------------------------------- | ---------------------------------------------------------- | -------- |
|                                                            | Ország                                                     | Arany                                                      | Ezüst                                                      | Bronz                                                      | Összesen |
| 1.                                                         | Egyesült Államok (USA)                                     | 2                                                          | 0                                                          | 1                                                          | 3        |
| 2.                                                         | Oroszország (RUS)                                          | 1                                                          | 1                                                          | 0                                                          | 2        |
| 3.                                                         | Kanada (CAN)                                               | 1                                                          | 0                                                          | 0                                                          | 1        |
|                                                            |                                                            |                                                            |                                                            |                                                            |          |
| 4.                                                         | Ausztrália (AUS)                                           | 0                                                          | 1                                                          | 0                                                          | 1        |
| 4.                                                         | Németország (GER)                                          | 0                                                          | 1                                                          | 0                                                          | 1        |
| 4.                                                         | Hollandia (NED)                                            | 0                                                          | 1                                                          | 0                                                          | 1        |
|                                                            |                                                            |                                                            |                                                            |                                                            |          |
| 7.                                                         | Belgium (BEL)                                              | 0                                                          | 0                                                          | 1                                                          | 1        |
| 7.                                                         | Franciaország (FRA)                                        | 0                                                          | 0                                                          | 1                                                          | 1        |
| 7.                                                         | Spanyolország (ESP)                                        | 0                                                          | 0                                                          | 1                                                          | 1        |
|                                                            |                                                            |                                                            |                                                            |                                                            |          |
| Összesen                                                   | Összesen                                                   | 4                                                          | 4                                                          | 4                                                          | 12       |

## Érmesek
| A 2000. évi nyári olimpiai játékok érmesei teniszben |                                                           |                                                     |                                                    |
| Versenyszám                                          | Arany                                                     | Ezüst                                               | Bronz                                              |
| Férfi egyes                                          | Jevgenyij Kafelnyikov · Oroszország (RUS)                 | Tommy Haas · Németország (GER)                      | Arnaud Di Pasquale · Franciaország (FRA)           |
| Férfi páros                                          | Kanada (CAN) · Sébastien Lareau · Daniel Nestor           | Ausztrália (AUS) · Todd Woodbridge · Mark Woodforde | Spanyolország (ESP) · Àlex Corretja · Albert Costa |
| Női egyes                                            | Venus Williams · Egyesült Államok (USA)                   | Jelena Gyementyjeva · Oroszország (RUS)             | Szeles Mónika · Egyesült Államok (USA)             |
| Női páros                                            | Egyesült Államok (USA) · Venus Williams · Serena Williams | Hollandia (NED) · Kristie Boogert · Miriam Oremans  | Belgium (BEL) · Els Callens · Dominique Van Roost  |